# Die kleinen Superstrolche
Die kleinen Superstrolche (Originaltitel: The Little Rascals) ist eine US-amerikanische Familienkomödie der Universal Pictures aus dem Jahre 1994 und basiert auf der gleichnamigen Filmreihe Die kleinen Strolche, welche zwischen 1922 und 1944 mit über 220 Filmen produziert wurde. Die Kinderfiguren wurden allesamt aus der Originalserie übernommen, ebenso haben viele Episoden und Handlungen im Film ihren Ursprung in der Originalserie. Regie führte Penelope Spheeris.

## Handlung
Spanky, Vorsitzender des „He-Man-Weiberhasser“-Clubs, und Alfalfa sind beste Freunde. Zusammen mit den anderen 5- bis 9-jährigen Clubmitgliedern treffen sie sich regelmäßig in ihrem Clubhaus bis Alfalfa sich in die reizende Darla verliebt, die der Meinung ist, dass sich eine Beziehung und Alfalfas Clubmitgliedschaft nicht vereinbaren lassen.
Um ihr seine aufrichtige Liebe zu beweisen, lädt er sie heimlich in das Clubhaus ein, um dort mit ihr ein romantisches Candle-Light-Dinner zu verbringen. Da er sich von seinem Freund verraten fühlt, sabotiert Spanky das Date zusammen mit den anderen Mitgliedern. So kommt es, dass das Clubhaus abbrennt, Darla enttäuscht und wütend mit Alfalfa Schluss macht und mit dem reichen und charmanten Waldo abmarschiert. Alfalfa muss indessen eine harte Strafe über sich ergehen lassen: Er darf Darla nicht mehr sehen, nicht mehr an sie denken und ist zu alledem Tag und Nacht für die Bewachung des „Blur“, eine Seifenkiste des Clubs, mit welcher der Sieg des traditionellen Seifenkistenrennens mehrere Male in Folge errungen wurde, zuständig. Spanky und seine Freunde kümmern sich nun um ein neues Clubhaus. Leider haben sie zu wenig Geld für genügend Bauholz und sind auch nicht kreditwürdig.
Inzwischen verfasst Alfalfa einen Liebesbrief an Darla und bittet zwei Freunde, ihn bei ihr abzugeben. Da diese sich aber weigern, einen Liebesbrief zu überbringen, redet er ihnen ein, es sei ein Hassbrief mit folgendem Inhalt: „Liebe Darla, ich hasse deine stinkenden Eingeweide, du bist zum Kotzen finde ich. Du bist der Dreck zwischen meinen Zehen. Viele Grüße Alfalfa.“ In Wirklichkeit jedoch schreibt er: „Liebe Darla, ich kann nicht ohne dich leben … wirklich … Ich scherze nicht. Dein Romeo Alfalfa.“ Buckwheat und Porky überbringen den Brief, der aber unglücklicherweise als Taschentuch verwendet wird, sodass sie den Inhalt mündlich vortragen. Empört über die vermeintliche Hassbotschaft zerquetscht Darla eine Dose. Spanky bewegt Alfalfa dazu, mit Darla zu reden und endgültig mit ihr abzuschließen. Darla jedoch hat sogleich eine Ballettaufführung und sie müssen warten. Butch und Woim, zwei Schlägertypen und ihre größten Seifenkistenrennen-Konkurrenten, spüren sie auf und jagen sie bis Spanky und Alfalfa sich, als Balletttänzerinnen getarnt, aus dem Staub machen. Ihr Weg führt sie in die Mädchenumkleide, wo Alfalfa in Besitz von Darlas Taschentuch gelangt. Zudem sind sie gezwungen an der Aufführung teilzunehmen, welche in einer großen Komödie endet. Wieder auf der Flucht vor Butch und Woim rennt Alfalfa in Unterwäsche, die er letzten Endes auch noch verliert, durch die Stadt und trifft zudem noch auf Darla, die sich über seinen Anblick köstlich amüsiert.
Auf einem Jahrmarkt versuchen die He-Man-Weiberhasser Geld für das neue Clubhaus einzunehmen, was ihnen erst gelingt, als sie für eine eigentlich kostenlose Veranstaltung Geld einkassieren. Als dies auffliegt, und nun fraglich ist was mit dem ganzen Geld passieren soll, schlägt Spanky vor, das Geld als Siegerpreis für das Seifenkistenrennen zu verwenden. Indessen wird der „Blur“ von Butch und Woim gestohlen, da Alfalfa zu beschäftigt ist, Darla seine Liebe durch einen Gesangsauftritt zu beweisen. Jedoch mischte ihm Waldo zuvor Spülmittel in sein Wasserglas, sodass zu dem Gesang noch Blubberblasen aus Alfalfas Mund sprudeln. Darla fühlt sich blamiert. Zu alledem kündigt Spanky Alfalfa die Freundschaft, da er seine Pflicht vernachlässigt hat um Darla zurückzugewinnen und dadurch der „Blur“ verloren ging. Der Streit hält aber nicht lange an und bei ihrer Versöhnung beschließen die He-Man-Weiberhasser zusammenzuhalten und eine neue Seifenkiste, den „Blur 2“, zu bauen, mit der sie den Preis von 500 US-Dollar gewinnen können.
Als Favoriten bei dem Rennen gelten die Teams Alfalfa mit Spanky, Waldo mit Darla und Butch mit Woim. Alfalfa befestigt in Darlas Beisein ihr Taschentuch als Glücksbringer am „Blur 2“, was sie sehr begeistert. Anfangs sieht es für den Sieg von Team Spanky nicht gut aus, da Team Waldo und Team Butch mit unfairen Mittel kämpfen. Darla ist damit gar nicht einverstanden und fährt das Rennen ohne Waldo weiter. Letztlich machen verschiedene Umstände es möglich, dass die He-Man-Weiberhasser den Sieg erringen und Butch und Woim im Schlamm landen.
Spanky gesteht Darla, dass er für die Streiche bei ihrem Date mit Alfalfa verantwortlich war. Im „He-Man-Weiberhasser“-Club sind von da an auch Frauen willkommen und Alfalfa und Darla finden endlich wieder zueinander.

## Trivia
- Cameo-Auftritte hatten unter anderem: Whoopi Goldberg, Mary-Kate Olsen, Ashley Olsen, Mel Brooks, Donald Trump.
- Den Song „L.O.V.E.“ von Frank Sinatra, welchen Waldo mit Darla präsentiert, singt Blake McIver Ewing abermals in der Sitcom Full House, in der er ebenfalls mit Mary-Kate und Ashley Olsen wirkte.

## Kritik
„Die mühsam auf Spielfilmlänge gedehnte Handlung kommt auf Grund fehlenden inszenatorischen Tempos und des einfallslosen Drehbuches nie in Schwung. Da sich der Film für keine Zielgruppe entscheiden kann, gerät er zwischen alle Stühle. Die deutsche Synchronisation zerstört auch noch die atmosphärische Stimmung des Films.“

## Veröffentlichung
Der Film hatte seinen US-amerikanischen Kinostart am 5. August 1994 und konnte 52,1 Mio. US-Dollar vom weltweit 67,3 Mio. US-Dollar an den Kassen wieder einspielen. In Deutschland startete am 8. Dezember an den Kinokassen und lockte 853.833 in die Kinos. Nachdem er am 21. Juni 1995 auf VHS veröffentlicht wurde, strahlte ihn der Bezahlfernsehsender Premiere erstmals am 2. Juni 1996 aus. Seit dem 29. März 2007 ist der Film auch auf DVD erhältlich.